# Leucania imbellis
Leucania imbellis là một loài bướm đêm trong họ Noctuidae.